# Seinfeld (sezonul 2)
Seinfeld este un sitcom american, creat de Larry David și Jerry Seinfeld (care, în plus, joacă rolul principal).  Episodul pilot al serialului a fost transmis în 5 iulie 1989, serialul propriu-zis debutând în mai 1990.  Deși n-a avut succes imediat, popularitatea sa a crescut cu timpul, încetul cu încetul.  În 1992 - 1993, în sezonul al IV-lea, s-a aflat pentru prima dată în topul 25 al serialelor după audiență, pentru ca în sezonul 1994 - 1995 să ajungă pe locul întâi.  Când ultimul episod al serialului a fost transmis pe 14 martie 1998, a fost vizionat de 76 milioane de telespectatori. 

## Lista de episoade
| №  | #  | Titlul                   | Regia        | Scenariul                    | Premiera          | Cod de producție | Audiență |
| -- | -- | ------------------------ | ------------ | ---------------------------- | ----------------- | ---------------- | -------- |
| 6  | 1  | „The Ex-Girlfriend”      | Tom Cherones | Larry David & Jerry Seinfeld | 23 ianuarie 1991  | 201              | 10.9/17  |
| 7  | 2  | „The Pony Remark”        | Tom Cherones | Larry David & Jerry Seinfeld | 30 ianuarie 1991  | 202              | 10.7/16  |
| 8  | 3  | „The Jacket”             | Tom Cherones | Larry David & Jerry Seinfeld | 6 februarie 1991  | 205              | 10.4/16  |
| 9  | 4  | „The Phone Message”      | Tom Cherones | Larry David & Jerry Seinfeld | 13 februarie 1991 | 207              | 9.7/15   |
| 10 | 5  | „The Apartment”          | Tom Cherones | Peter Mehlman                | 4 aprilie 1991    | 208              | 16.9/28  |
| 11 | 6  | „The Statue”             | Tom Cherones | Larry Charles                | 11 aprilie 1991   | 210              | 16.1/26  |
| 12 | 7  | „The Revenge”            | Tom Cherones | Larry David                  | 18 aprilie 1991   | 212              | 14.4/24  |
| 13 | 8  | „The Heart Attack”       | Tom Cherones | Larry Charles                | 25 aprilie 1991   | 211              | 14.7/24  |
| 14 | 9  | „The Deal”               | Tom Cherones | Larry David                  | 2 mai 1991        | 213              | 15.5/25  |
| 15 | 10 | „The Baby Shower”        | Tom Cherones | Larry Charles                | 16 mai 1991       | 204              | 12.4/21  |
| 16 | 11 | „The Chinese Restaurant” | Tom Cherones | Larry David & Jerry Seinfeld | 23 mai 1991       | 206              | 11.7/21  |
| 17 | 12 | „The Busboy”             | Tom Cherones | Larry David & Jerry Seinfeld | 26 iunie 1991     | 203              | 8.8/16   |